# 燕妮·达尔曼
燕妮·玛丽亚·达尔曼（芬蘭語：Jenni Maria Dahlman，2004至2014年间姓氏为达尔曼-莱科宁；1981年10月27日—），芬兰模特儿，2001年斯堪的纳维亚小姐，一级方程式车手世界冠军基米·莱科宁的前妻。